# フットサル365
『フットサル365』（フットサルさんろくご）は、2009年に首都圏トライアングル加盟局で放送されていた千葉テレビ放送（チバテレ）制作のフットサル関連番組である。

## 概要
2009年7月5日放送開始（製作局であるチバテレでの開始日）。
フットサルに関する各種情報を提供する15分番組。フットサルの技術だけではなく、フットサルコートの紹介、Fリーグの結果・次節試合日程等も提供している。

## 出演者
- 森田泉美（番組進行担当）
- 川上直子（サッカー解説者、元サッカー日本女子代表（なでしこジャパン）、当時JFAアンバサダー）
- 相根澄（元フットサル日本代表、当時JFAアンバサダー）
- 稲葉洸太郎（バルドラール浦安選手）

## 主なコーナー
- ビギナーズレッスン（2009年7月-9月）
- ビギナーズレッスン 続・教えてなおこ先生（2009年10月-12月）

上記2コーナーは、川上が森田に対して技術指導しながら基本を学ぶコーナー
- 相根澄のチームクリニック（2009年10月-12月）

公式ホームページでは、「さがねきよしの…」と平仮名表記になっている
- 凄わざ（2009年7月-9月）

稲葉によるテクニック紹介のコーナー
- コートガイド

フットサルコートの紹介。紹介されるのは、番組が放送されている千葉県、神奈川県、埼玉県にあるコートが多かった。但し、東京都のコートも紹介していた。
- スクールガイド（サッカースクールの紹介）
- Fリーグ情報（Fリーグの試合結果と次節試合日程）

チバテレ製作番組であるが、特定のチームに偏った内容ではない。千葉県を本拠地にするチームにバルドラール浦安（浦安市）があるが、バルドラール浦安に特化した情報は『朝まるJUST』の木曜7:38頃-7:45過ぎのコーナー「ヴェンガ・バルドラール」で伝えていた。
- エンディング（フットサル用地募集告知、プレゼント）

## ネット局
| 放送対象地域 | 放送局                            | 系列                               | 放送時間                                            |
| ------------ | --------------------------------- | ---------------------------------- | --------------------------------------------------- |
| 千葉県       | 千葉テレビ放送（チバテレ） 製作局 | 独立UHF局 （首都圏トライアングル） | 毎週日曜日 17:45 - 18:00                            |
| 神奈川県     | テレビ神奈川（tvk）               | 独立UHF局 （首都圏トライアングル） | 毎週土曜日 07:00 - 07:15 ※チバテレより1日前倒し放送 |
| 埼玉県       | テレビ埼玉（テレ玉）              | 独立UHF局 （首都圏トライアングル） | 毎週日曜日 10:15 - 10:30                            |